# Campanula antalyensis
Campanula antalyensis är en klockväxtart som beskrevs av Ayasligil och Kit Tan. Campanula antalyensis ingår i släktet blåklockor, och familjen klockväxter.
Artens utbredningsområde är Turkiet. Inga underarter finns listade i Catalogue of Life.